# 히가시아사바촌
히가시아사바촌(東浅羽村)은 시즈오카현의 서부,  야마나군, 이와타군에 속해있던 촌이다. 현재의 후쿠로이시의 남동부에 해당한다.

## 역사
- 1889년 4월 1일 - 정촌제 시행에 의해 야마나군 사치우라촌이 성립하였다.
- 1896년 4월 1일 - 군 개편 의해 이와타군에 속하게 되었다.
- 1955년 3월 31일 - 사치우라촌, 니시아사바촌, 가미아사바촌과 합병해, 아사바정이 성립하여, 동일 히가시아사바촌은 폐지되었다.

## 참고문헌
- 角川日本地名大辞典 22 静岡県